# Johann Ambrosius Bach
Johann Ambrosius Bach (Erfurt, 22 februari 1645 – Eisenach, 24 februari 1695) was een Duits componist, violist en altviolist uit de barok. Hij behoorde tot de grote componistenfamilie Bach.
Hij had twee broers, Georg Christoph Bach (1641-1697) en een tweelingbroer Johann Christoph Bach II (1645-1693). Hij was gehuwd met Elisabeth Lämmerhirt; samen kregen ze acht kinderen, van wie de bekendste Johann Sebastian Bach is. Johann Ambrosius Bach was 'Hausmann' (d.i. stadsmuzikant) en was tegelijkertijd werkzaam aan het hertogelijke hof von Sachsen-Eisenach in het stadspaleis te Eisenach.
Johann Ambrosius Bach overleed in zijn woonplaats Eisenach rond zijn 50ste verjaardag.